# Gonomyia subramifera
Gonomyia subramifera là một loài ruồi trong họ Limoniidae. Chúng phân bố ở miền Australasia.